# Breisgauer Fünfer
Die Künstlervereinigung Breisgauer Fünfer war eine 1899 in Freiburg im Breisgau gegründete Vereinigung von Malern. Sie bestand aus Hermann Dischler, Julius Heffner, Fritz Reiss, Carl Schuster und Ludwig Zorn. Vorsitzender war Hermann Dischler. 1904 hatte die Vereinigung ihre erste Ausstellung. Es folgten 1907 oder 1908 Ausstellungen in Karlsruhe und Basel sowie bereits um 1905 in der Münchner  Galerie Heinemann.